# Boston College

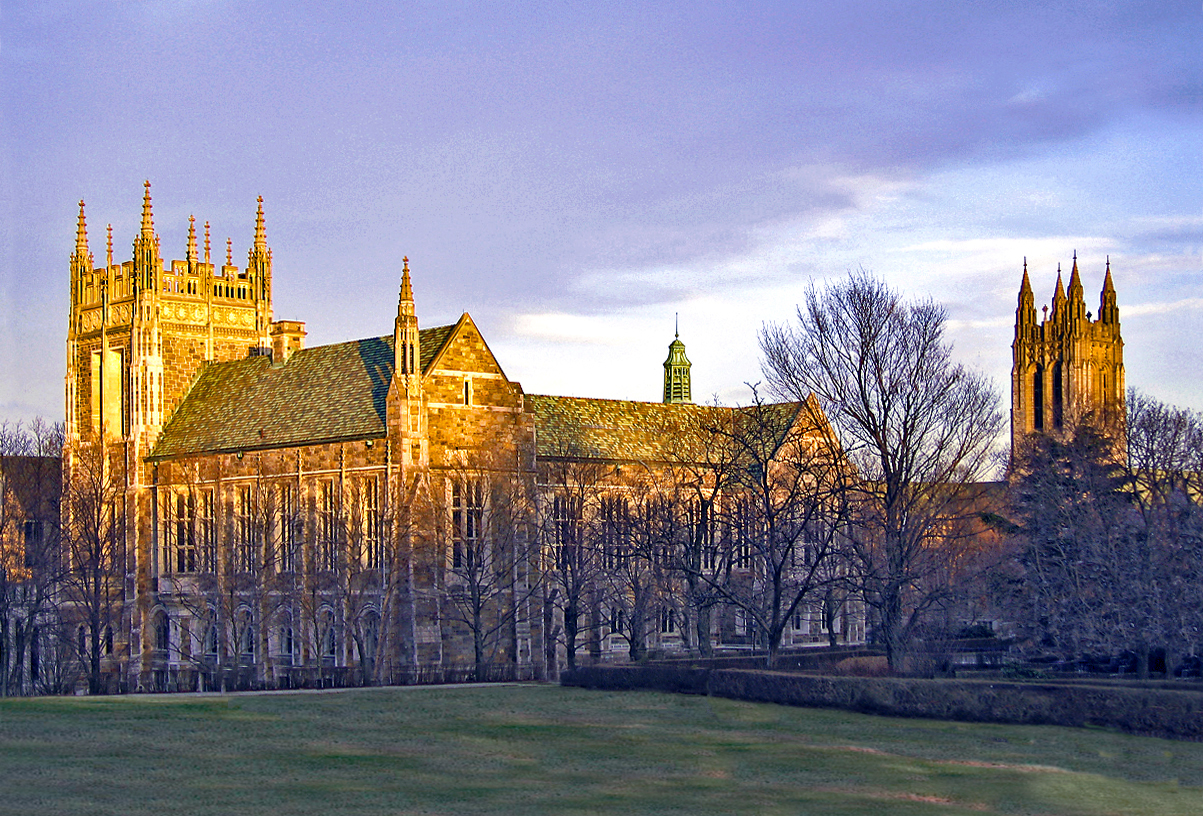
Campus bei Sonnenuntergang

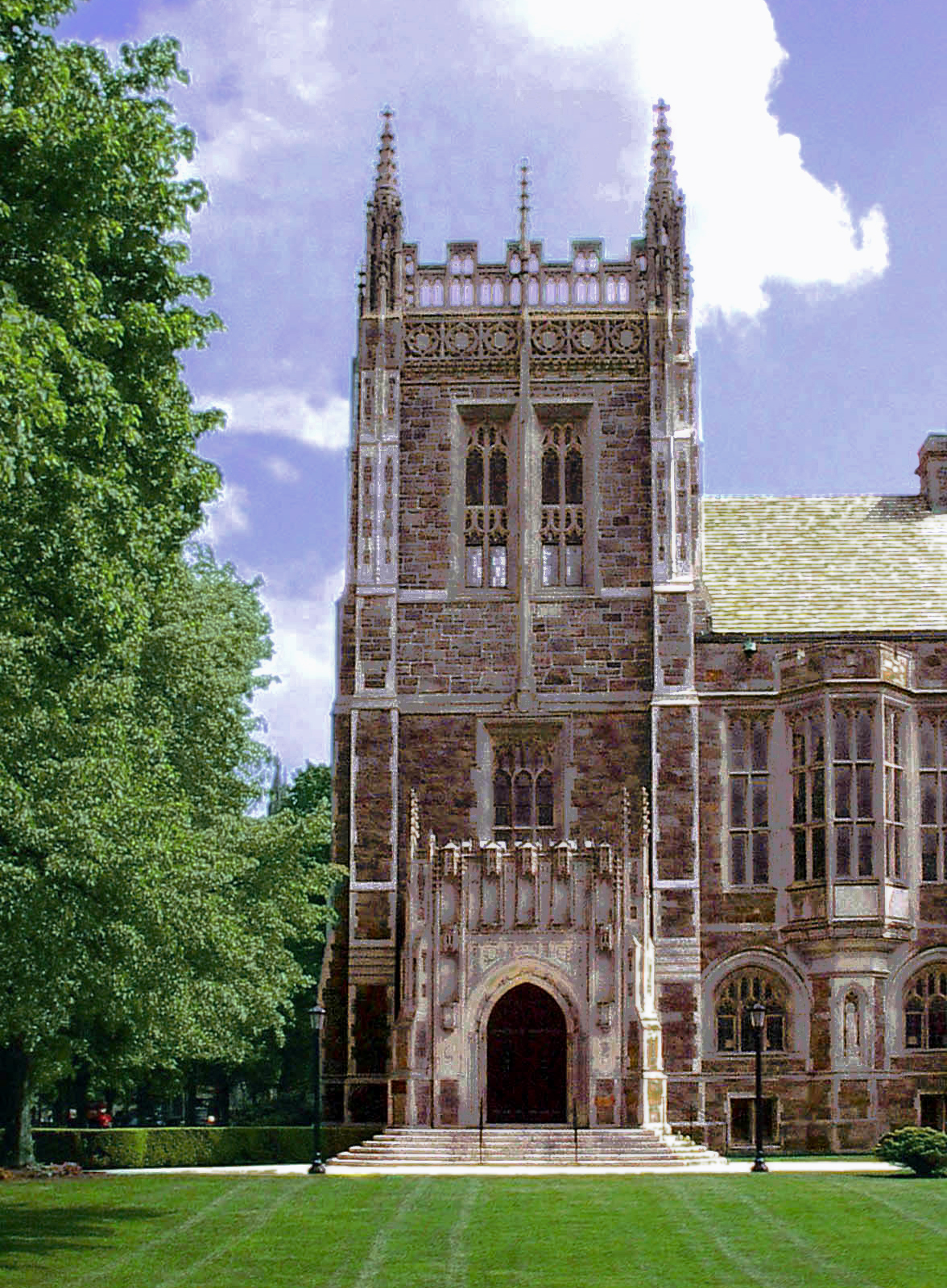
Ford Memorial Tower

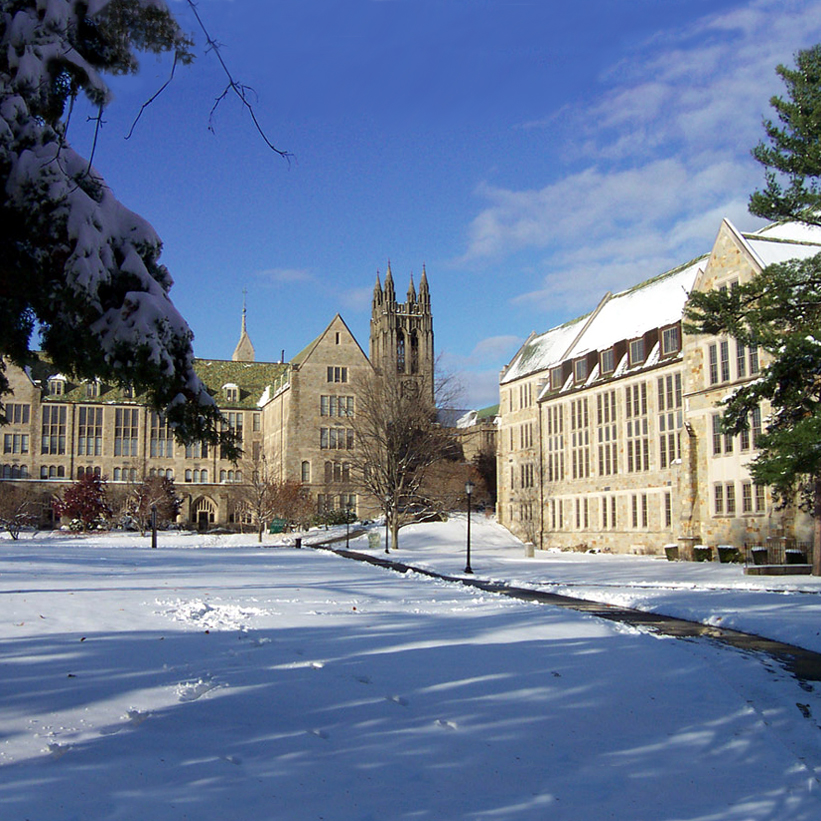
Campus im Winter

Das Boston College ist eine private Forschungsuniversität in Chestnut Hill, einem Vorort von Boston im Bundesstaat Massachusetts. 1863 gegründet, ist sie die älteste und zweitgrößte Jesuitenhochschule in den Vereinigten Staaten. Sie ist Mitglied in der 1870 gegründeten Association of Jesuit Colleges and Universities, der Organisation der 28 US-amerikanischen Jesuitenhochschulen.

## Institute
- Boston College of Arts & Sciences
- Boston College Graduate School of Arts & Sciences
- Carroll School of Management
- Lynch School of Education
- Connell School of Nursing
- Boston College School of Social Work
- Boston College Law School
- Boston College School of Theology and Ministry
- Woods College of Advancing Studies

## Boston College School of Theology and Ministry
Die Boston College School of Theology and Ministry wurde am 1. Juni 2008 gegründet. Vorläufer waren die Weston Jesuit School of Theology und das Institute of Religious Education and Pastoral Ministry (IREPM).
Gemäß der von Papst Johannes Paul II. verfassten Apostolischen Konstitution Sapientia Christiana „Über die kirchlichen Universitäten und Fakultäten“ vom 15. April 1979 und der Verordnungen der Kongregation für das Katholische Bildungswesen  am 18. Juni 1986 erfolgte die päpstliche Anerkennung der beiden Vorläuferorganisationen.

## Weston Jesuit School of Theology
Das Weston College eröffnete 1922 als Fakultät für Philosophie der Ordensprovinz der Jesuiten in Neu England. Die theologische Fakultät wurde als Priesterseminar 1927 eingerichtet. 1929 erfolgte die staatliche Anerkennung durch den Bundesstaat Massachusetts; 1932 die päpstliche Anerkennung. 1956 wurde am Weston College das New Testament Abstracts erstmals veröffentlicht, das heute zu der weitverbreitetsten neutestamentlichen Zeitschrift weltweit gilt. 1959 wurde das Weston College den universitären Strukturen des Boston College angeglichen. Nach dem Vaticanum II. erfolgte die Gründung des zum Boston Theological Institute (BTI) durch das Weston College zusammen mit dem Boston College und weiteren fünf theologischen Instituten. Es wurde zudem erstmals auch Nichtmitglieder des Jesuitenordens aufgenommen; ab 1972 auch Laien. 1968 erfolgte die Aufnahme des Weston College in die Association of Theological Schools. 1974 erfolgte die Umfirmierung auf Weston School of Theology, 1994 auf Weston Jesuit School of Theology. 2008 der Zusammenschluss mit dem Boston College.

## Institute for Advanced Jesuit Studies
Das Institute for Advanced Jesuit Studies am Boston College wurde 2014 gegründet.

## Zahlen zu den Studierenden
Im Herbst 2020 waren 14.934 Studierende eingeschrieben. Davon strebten 9.780 (65,5 %) ihren ersten Studienabschluss an, sie waren also undergraduates. Von diesen waren 53 % weiblich und 47 % männlich; 10 % bezeichneten sich als asiatisch, 4 % als schwarz/afroamerikanisch und 11 % als Hispanic/Latino. 5.154 (34,5 %) arbeiteten auf einen weiteren Abschluss hin, sie waren graduates.

## Sport
Die Sportteams des Boston College sind die Eagles. Die Hochschule ist seit 2005 Mitglied der Atlantic Coast Conference, eine der ältesten Ligen für US-amerikanischen Universitätssport.

## Bekannte Absolventen
- Cam Atkinson (* 1989), Eishockeyspieler
- James Balog (* 1952), Fotograf
- Alejandro Bedoya (* 1987), Fußballspieler
- Gil Bouley (1921–2006), American-Football-Spieler
- Brian Boyle (* 1984), Eishockeyspieler
- Joseph E. Brennan (1934–2024), Gouverneur von Maine
- Scott Brown (* 1959), Senator
- R. Nicholas Burns (* 1956), Diplomat
- P. J. Byrne (* 1974), Schauspieler
- Mike Capuano (* 1952), Mitglied des Repräsentantenhauses
- Paul Cellucci (1948–2013), Gouverneur von Massachusetts
- Bill Delahunt (1941–2024), Mitglied des Repräsentantenhauses
- Thatcher Demko (* 1995), Eishockeytorwart
- Peter Dervan (* 1945), Chemiker
- Art Donovan (1925–2013), American-Football-Spieler
- Robert Drinan (1920–2007), Politiker, Priester und Professor
- Brian Dumoulin (* 1991), Eishockeyspieler
- Teddy Dunn (* 1980), Anwalt und Schauspieler
- Kasim Edebali (* 1989), deutscher American-Football-Spieler
- John Adel Elya (1928–2019), libanesischer Geistlicher und Bischof von Newton
- John Fitzgerald (* 1948), American-Football-Spieler
- Johnny Gaudreau (1993–2024), Eishockeyspieler
- Brian Gionta (* 1979), Eishockeyspieler
- Kristen Grauman (* 1979), Informatikerin
- Bill Guerin (* 1970), Eishockeyspieler
- Noah Hanifin (* 1997), Eishockeyspieler
- Matt Hasselbeck (* 1975), American-Football-Spieler
- Jimmy Hayes (1989–2021), Eishockeyspieler
- Kevin Hayes (* 1992), Eishockeyspieler
- George V. Higgins (1939–1999), Schriftsteller, Anwalt und Hochschullehrer
- Charles F. Hurley (1893–1946), Gouverneur von Massachusetts
- William R. Keating (* 1952), Mitglied des Repräsentantenhauses
- John Kerry (* 1943), Senator und Außenminister
- Edward J. King (1925–2006), Gouverneur von Massachusetts
- Kofi Kingston (* 1981), Wrestler
- Dan Koppen (* 1979), American-Football-Spieler
- Chris Kreider (* 1991), Eishockeyspieler
- Luke Kuechly (* 1991), American-Football-Spieler
- Chris Lindstrom (* 1997), American-Football-Spieler
- Peter Lynch (* 1944), Investmentfondsmanager
- Dan Malloy (* 1955), Gouverneur von Connecticut
- Mike Matheson (* 1994), kanadischer Eishockeyspieler
- Ed McMahon (1923–2009), Showmaster
- Ernest Moniz (* 1944), Physiker und Energieminister
- Joe Mullen (* 1957), Eishockeyspieler
- Eric Nam (* 1988), Sänger
- Fred Naumetz (1922–1998), American-Football-Spieler
- Leonard Nimoy (1931–2015), Schauspieler
- Dylan O’Brien (* 1991), Schauspieler
- Tip O’Neill (1912–1994), Mitglied des Repräsentantenhauses
- Brooks Orpik (* 1980), Eishockeyspieler
- B. J. Raji (* 1986), American-Football-Spieler
- Daniel Patrick Reilly (1928–2024), römisch-katholischer Bischof von Worcester
- Warren Rudman (1930–2012), Senator
- Matt Ryan (* 1985), American-Football-Spieler
- Ferit Şahenk (* 1964), türkischer Unternehmer
- Thomas P. Salmon (1932–2025), Gouverneur von Maine
- Zach Sanford (* 1994), Eishockeyspieler
- Phil Schiller (* 1960), Manager
- Cory Schneider (* 1986), Eishockeytorwart
- Bobby Scott (* 1947), Mitglied des Repräsentantenhauses
- Dave Smalley (* 1963), Sänger und Gitarrist
- Ernie Stautner (1925–2006), American-Football-Spieler und -Trainer
- Maurice J. Tobin (1901–1953), Gouverneur von Massachusetts und Arbeitsminister
- Jeremy Trueblood (* 1983), American-Football-Spieler
- Alex Tuch (* 1996), Eishockeyspieler
- Colin White (* 1997), Eishockeyspieler
- Sean Williams (* 1986), Basketballspieler
- Miles Wood (* 1995), Eishockeyspieler
- Kirsten Zöllner (* 1981), deutscher Basketballspieler